# أل يوسفي السفلي (زيرراه)
أل يوسفي السفلی (بالفارسية: ال یوسفی سفلی) هي مستوطنة تقع في إيران في قسم زيرراه الريفي.